# Шевченко Володимир Григорович (Герой Соціалістичної Праці)
Володи́мир Григо́рович Шевче́нко (1923—2001) — організатор сільського господарства Української РСР, голова колгоспу імені Леніна Доманівського району Миколаївської області, Герой Соціалістичної Праці (1971).

## Життєпис
У березні 1944 року призваний Доманівським РВК до лав РСЧА. Учасник німецько-радянської війни з 1944 року: кулеметник 104-го стрілецького полку 6-ї стрілецької дивізії; помічник командира взводу 1055-го стрілецького полку 297-ї стрілецької дивізії. Воював на 2-му Українському фронті, двічі був поранений. Після війни проходив військову службу на посаді диспетчера з перельотів 10-ї гвардійської винищувальної авіаційної дивізії, гвардії старший сержант.
Протягом 1949—1956 років працював бухгалтером у колгоспі імені Буденного (с. Мар'ївка) Доманівського району.
З 1956 понад тридцять років очолював колгосп імені Леніна (с. Богданівка) Доманівського району.
Обирався депутатом Миколаївської обласної та Доманівської районної рад, членом Республіканської та Миколаївської обласної рад колгоспників, делегатом 3-го Всесоюзного з'їзду колгоспників.
Член КПРС. Обирався делегатом XXIV з'їзду КПРС, кандидатом і членом Миколаївського обласного комітету КПУ, членом Доманівського районного комітету КПУ.

## Нагороди
Указом Президії Верховної Ради СРСР від 8 квітня 1971 року Шевченку Володимиру Григоровичу присвоєне звання Героя Соціалістичної Праці.
Нагороджений двома орденами Леніна, орденами Трудового Червоного Прапора, Вітчизняної війни 1-го ступеня (11.03.1985), «Знак Пошани» і медалями, в тому числі «За відвагу» (06.11.1947).